# Bernard Bonner
Bernard Bonner (* 22. Juli 1927 in Motherwell; † 14. Februar 2005 in East Kilbride) war ein schottischer Fußballspieler.

## Karriere
Bonner spielte Ende der 1940er im schottischen Junior football für Stonehouse Violet, bevor er im Dezember 1949 zum Zweitligisten Dunfermline Athletic kam. Für Dunfermline erzielte er in zwei Jahren in zwölf Ligapartien fünf Tore, und kam dabei auf zahlreichen Position zum Einsatz. So spielte er Anfang 1950 innerhalb weniger Wochen als Mittelstürmer, Linksaußen, rechter und linker Verteidiger und rechter Außenläufer, in der Reservemannschaft, in der er zumeist zum Einsatz kam, wurde er zusätzlich als linker Außenläufer aufgeboten.
Im Februar 1952 kam Bonner auf Empfehlung des Scouts Bobbie Archibald als Probespieler für einen Monat zum walisischen Klub AFC Wrexham, der in der Football League Third Division North spielte. Als Verteidiger, der auch im Sturm spielen kann, angekündigt, war er neben Tommy Bannan, Les Donaldson, Archie Ferguson, Peter Fisher, Stewart Maccallum und Archie McWhinnie einer von sieben Schotten in der Mannschaft. Im Reserveteam half er Anfang März 1952 in einer Partie in der Cheshire League gegen Macclesfield Town auf der Mittelstürmerposition aus und überzeugte dabei Trainer Peter Jackson, sodass Bonner am 8. März 1952 in einem Drittligaspiel gegen den FC Southport (Endstand 1:2) ebenfalls als Mittelstürmer zum Einsatz kam. Mitte März 1952 kehrte er nach Schottland zurück und setzte seine Laufbahn im Junior football bei Blantyre Celtic fort.